# Imma dipselia
Imma dipselia är en fjärilsart som beskrevs av Edward Meyrick 1906. Imma dipselia ingår i släktet Imma och familjen Immidae. Inga underarter finns listade i Catalogue of Life.